# ノコギリハゼ科
ノコギリハゼ科 (学名：Butidae)　は、ハゼ亜目の分類群の一つ。ホシマダラハゼなど、世界中の海の熱帯から温帯域にかけ分布し、河川や沿岸部に生息する。

## 形態・生態
腹鰭は左右に分かれ、側線管は無い。かつてはカワアナゴ科の一亜科とされていたが、現在は独立した科となっている。カワアナゴ科とは尾鰭分節軟条が17本であることで見分けられる。インド・太平洋、大西洋の熱帯域から温帯域にかけ分布し河川や沿岸部に生息する。本科に分類されるマーブルゴビーは全長は30cmを超え、80cm近い個体も記録されているハゼ亜目最大種である。

## 分類
11属が分類される。
- ジャノメハゼ属 Bostrychus 9種
  - ジャノメハゼ Bostrychus sinensis
- ノコギリハゼ属 Butis 6種
  - ヤエヤマノコギリハゼ Butis amboinensis
  - ノコギリハゼ Butis butis
  - タイワンノコギリハゼ Butis koilomatodon
- Incara 属 1種
- Kribia 属 4種
- Odonteleotris 属 3種
- ホシマダラハゼ属 Ophiocara 5種
  - クモマダラハゼ Ophiocara gigas
  - ヤミマダラハゼ Ophiocara macrostoma
  - ホシマダラハゼ Ophiocara ophicephalus
- Oxyeleotris 属 17種
  - マーブルゴビー Oxyeleotris marmorata
- Paloa 属 2種
  - シーサーハゼ Paloa villadolidi
- Parviparma 属 1種
- Pogoneleotris 属 1種
- Prionobutis 属 2種